# Android 11
Android 11 (nome in codice Red Velvet Cake) è l'undicesima modifica maggiore e diciottesima versione del sistema operativo per dispositivi mobili Android, distribuita l'8 settembre 2020.
Da settembre 2021 a ottobre 2022 è stata la versione più diffusa di Android, raggiungendo un picco di diffusione del 37,6% a gennaio 2022.

## Cronologia
Il primo indizio ufficiale sul fatto che Google stesse lavorando a un nuovo aggiornamento di Android si è avuto con la pubblicazione a sorpresa della prima versione beta per sviluppatori, la Developer Preview, il 19 febbraio 2020 esclusivamente per gli smartphone Pixel (2, 3, 4 e relative varianti XL). Tale versione introduceva diverse migliorie per quanto riguarda le performance generali, la durata della batteria, la sicurezza e la privacy e nuove funzioni tra cui:
- Un nuovo Assistente Google
- I controlli del lettore musicale nella barra delle notifiche
- La possibilità di scegliere il codec audio per gli auricolari e le cuffie Bluetooth
- Nuove gesture per tornare alle schermate precedenti
- Una nuova cronologia delle notifiche
- La possibilità di modificare le impostazioni delle gesture
- La possibilità di scegliere quattro app per la condivisione rapida
- Il Bluetooth rimane connesso anche in modalità aereo
- Nuove funzioni di modifica degli screenshot
- Nuove 'Motion Gestures' (solamente per Pixel 4)
- Il supporto nativo per la registrazione dello schermo

Il 4 marzo 2020 viene distribuito un aggiornamento minore per la Developer Preview (DP1.1), che risolve alcuni bug e crash.
Il 18 marzo 2020 viene distribuita la Developer Preview 2, che introduce varie novità (aggiunta di un toggle su Pixel 4 per il riconoscimento del viso a occhi aperti, schermata di blocco personalizzabile, nuovo design per l'app Pixel Wallpaper, nuovo design per la registrazione dello schermo, notifiche divise per categoria, nuovo Quick Control che permette di avere funzioni di controllo per i dispositivi smart tenendo premuto il tasto power); segue il 2 aprile successivo un altro aggiornamento minore (DP2.1), volto sempre a risolvere bug e crash (in particolare fix a livello generale e per le app integrate).
Il 23 aprile 2020 viene pubblicata la DP3 con diverse novità, tra cui la possibilità di annullare la chiusura di un'app, le notifiche per app che eseguono attività in background, la revoca automatica delle autorizzazioni per le app, nuovi pulsanti nella schermata delle app recenti, il ridimensionamento delle finestre PiP, la ricarica wireless inversa e altre funzioni (debug wireless, ripristino del funzionamento di Google Pay e sensibilità delle gesture).
Il 6 maggio 2020 viene distribuita l'ultima beta per sviluppatori, la Developer Preview 4, che implementa altre funzionalità oltre a quelle già introdotte con le versioni precedenti; in particolare, è possibile di ridimensionare i contenuti picture-in-picture, è stato aggiunto un tutorial sulle gesture di Android 11, è stata eliminata la gesture per tornare alla schermata precedente (introdotta nella DP3), è stato aggiunto il tasto Select nel menu delle app recenti, i Pixel Themes, la gestione delle notifiche e correzioni varie.
Dopodiché, il 2 giugno 2020 è stata diffusa la prima beta pubblica, la Beta 1, con migliorie a sicurezza e privacy e altre nuove funzioni come i controlli multimediali nelle impostazioni rapide, la personalizzazione del menu di alimentazione, le app suggerite nel dock, nuove forme per le icone e notifiche "a bolla". Il 17 giugno con la distribuzione della Beta 1.5 vengono risolti problemi noti e fix vari.
L'8 luglio 2020 viene pubblicata la Beta 2, con novità generali (nuovo design del widget di riproduzione multimediale all'interno dei Quick Settings, nuova animazione quanto si mette in pausa/riproduzione un brano, la registrazione schermo può catturare contemporaneamente l'audio interno e del microfono, nuovo tasto per aprire la notifica di una conversazione in un'app in formato bolla, riduzione delle opzioni di ridimensionamento della finestra Picture-in-Picture, nuova icona per il tasto Seleziona all'interno del menu App recenti, aggiunta di tre nuovi profili di controller esterni compatibili) e altre esclusivamente per i dispositivi Pixel (rimozione dell'effetto trasparenza nel drawer delle applicazioni sul Pixel Launcher e dell'opzione per forzare il display a 90Hz su Pixel 4 e 4 XL tramite le impostazioni sviluppatore, funzione Smooth Display ora posizionata in un menu più facile da raggiungere nelle impostazioni del display, lievi cambiamenti all'interfaccia dell'editor degli screenshot e l'applicazione nascosta "Device Drop Monitor").
Il 22 luglio 2020 viene introdotta la Beta 2.5, che risolve problemi generali e delle app di Google.
Il 6 agosto 2020 viene pubblicata l'ultima Beta, la Beta 3, che introduce il consueto easter egg, la separazione delle notifiche di riproduzione di file multimediali dal resto delle notifiche, nuove emoji (13.0), un nuovo design per il tasto di spegnimento/riaccensione dello smartphone e il ritorno dell'opzione per il refresh rate forzato a 90Hz forzato su Pixel 4.
La versione stabile di Android 11 viene finalmente distribuita sui Google Pixel l'8 settembre 2020.

## Funzionalità

### Persone
- Nuova sezione Conversazioni nelle notifiche
- Notifiche a bolla (simili a quelle di Facebook Messenger)
- Miglioramenti all'IA, suggerimenti personalizzati in base alla conversazione

### Controlli
- Nuovo menu di spegnimento con la possibilità di gestire i propri dispositivi (Controlli Dispositivo)

### Privacy
- È ora possibile autorizzare una sola volta l'accesso ad un determinato controllo; inoltre, tutte le autorizzazioni concesse verranno revocate dopo un certo periodo di inattività

### Altro
- App suggerite nella dock del launcher
- 62 nuove emoji, 55 varianti di categoria e genere (Emoji 13.0)
- Nuova interfaccia screenshot con scorciatoie veloci per condividere e modificare
- Menu multitasking con "Screenshot", "Seleziona" e schede app più grandi
- Registratore dello schermo integrato con acquisizione audio
- Le finestre Picture-in-Picture possono essere ridimensionate
- Feed della cronologia delle notifiche ridisegnato
- Android 11 consente l'esecuzione delle app di notifica dell'esposizione senza che sia necessario abilitare l'impostazione della posizione del dispositivo

### Funzioni esclusive dei dispositivi Google Pixel
- Condivisione della posizione in modalità Live View su Google Maps
- Risposte intelligenti nei suggerimenti di Gboard